# Giải Primetime Emmy lần thứ 70
Lễ trao giải Primetime Emmy lần thứ 70 nhằm vinh danh những chương trình truyền hình Mỹ xuất sắc nhất chiếu vào khung giờ vàng phát sóng từ ngày 1 tháng 6 năm 2017 đến ngày 31 tháng 5 năm 2018 và do Viện Hàn lâm Khoa học và Nghệ thuật Truyền hình tổ chức. Lễ trao giải lên sóng trực tiếp vào ngày 17 tháng 9 năm 2018 tại Nhà hát Microsoft ở Downtown Los Angeles, California và được kênh NBC phát sóng tại Mỹ. Michael Che và Colin Jost là những người chủ trì lễ trao giải năm nay.
Ryan Eggold và Samira Wiley là những người công bố các đề cử vào ngày 12 tháng 7 năm 2018. Tác phẩm thắng đậm nhất đêm là sê-ri hài–chính kịch The Marvelous Mrs. Maisel của hãng Prime Video, với 5 hạng mục được vinh danh, trong đó có cả giải phim truyền hình hài xuất sắc, qua đó trở thành sê-ri truyền hình web và dịch vụ streaming đầu tiên đoạt giải thưởng trên. Với 10,2 triệu người xem tại Mỹ – giảm 11% so với năm trước, lễ trao giải năm nay là chương trình có lượng người xem thấp nhất trong lịch sử Emmy.

## Đoạt giải và đề cử
Những chương trình/người thắng giải được in đậm và liệt kê đầu tiên:

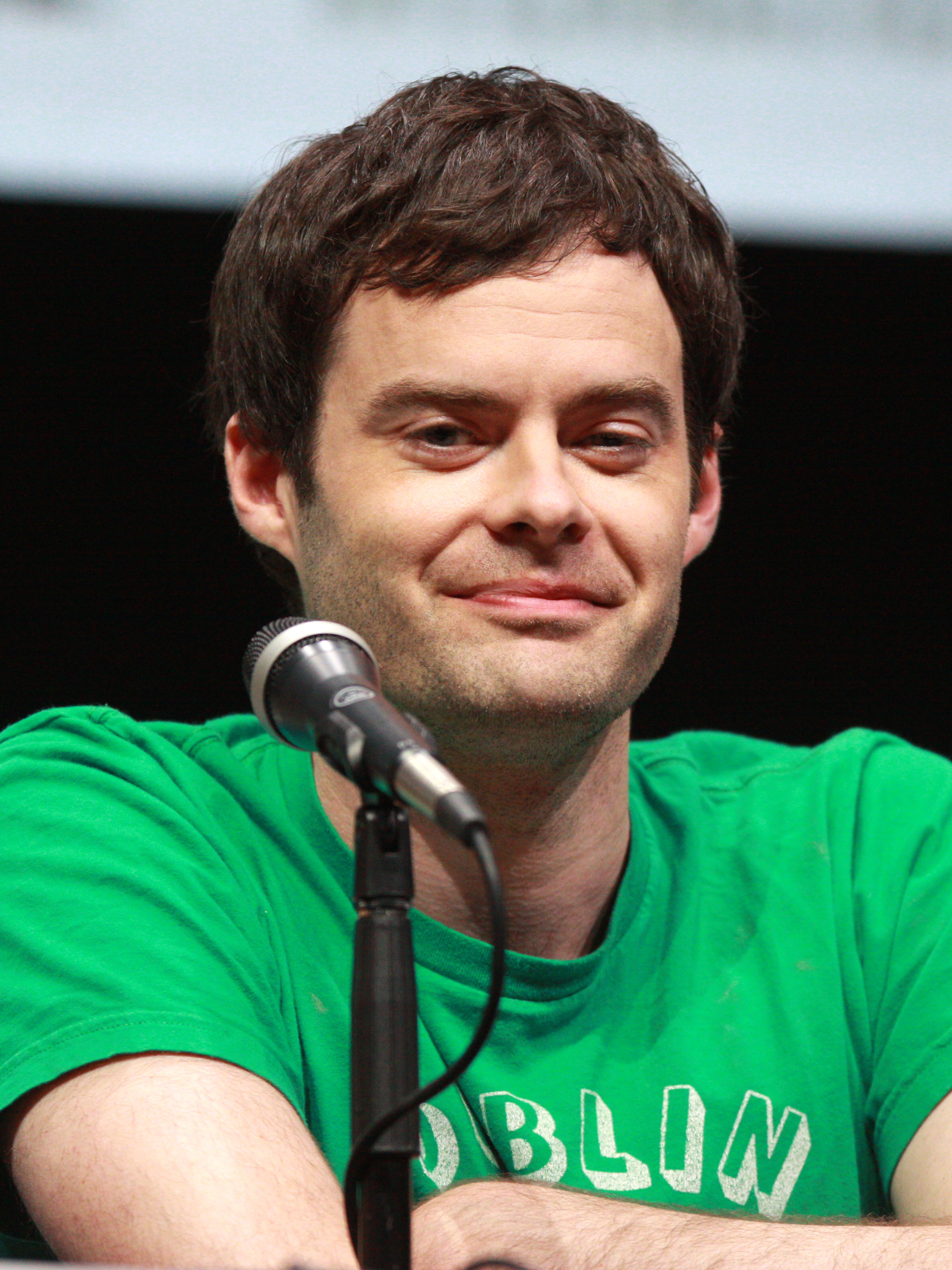
Bill Hader, chủ nhân giải nam diễn viên chính phim truyền hình hài xuất sắc

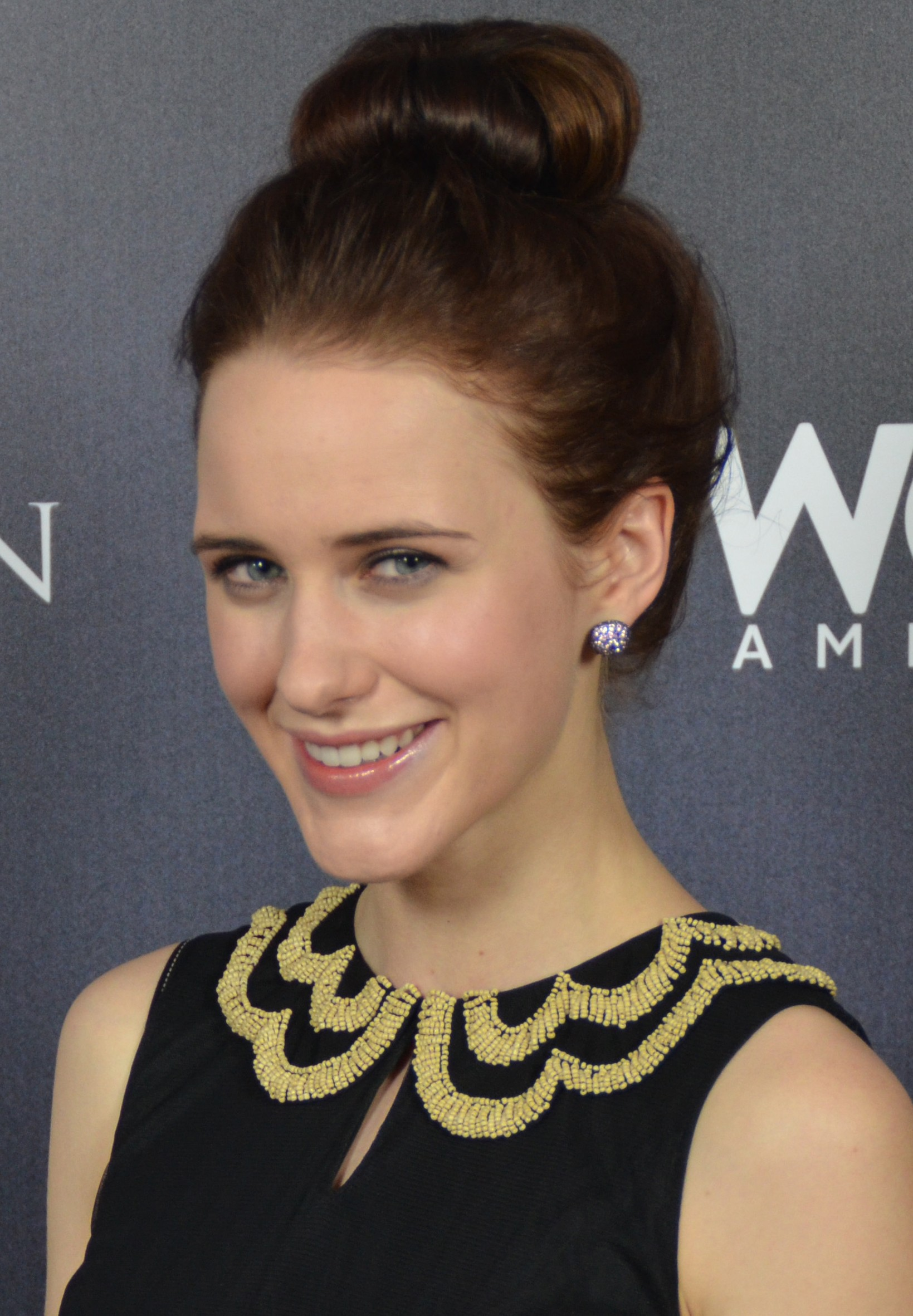
Rachel Brosnahan, chủ nhân giải nữ diễn viên chính phim truyền hình hài xuất sắc

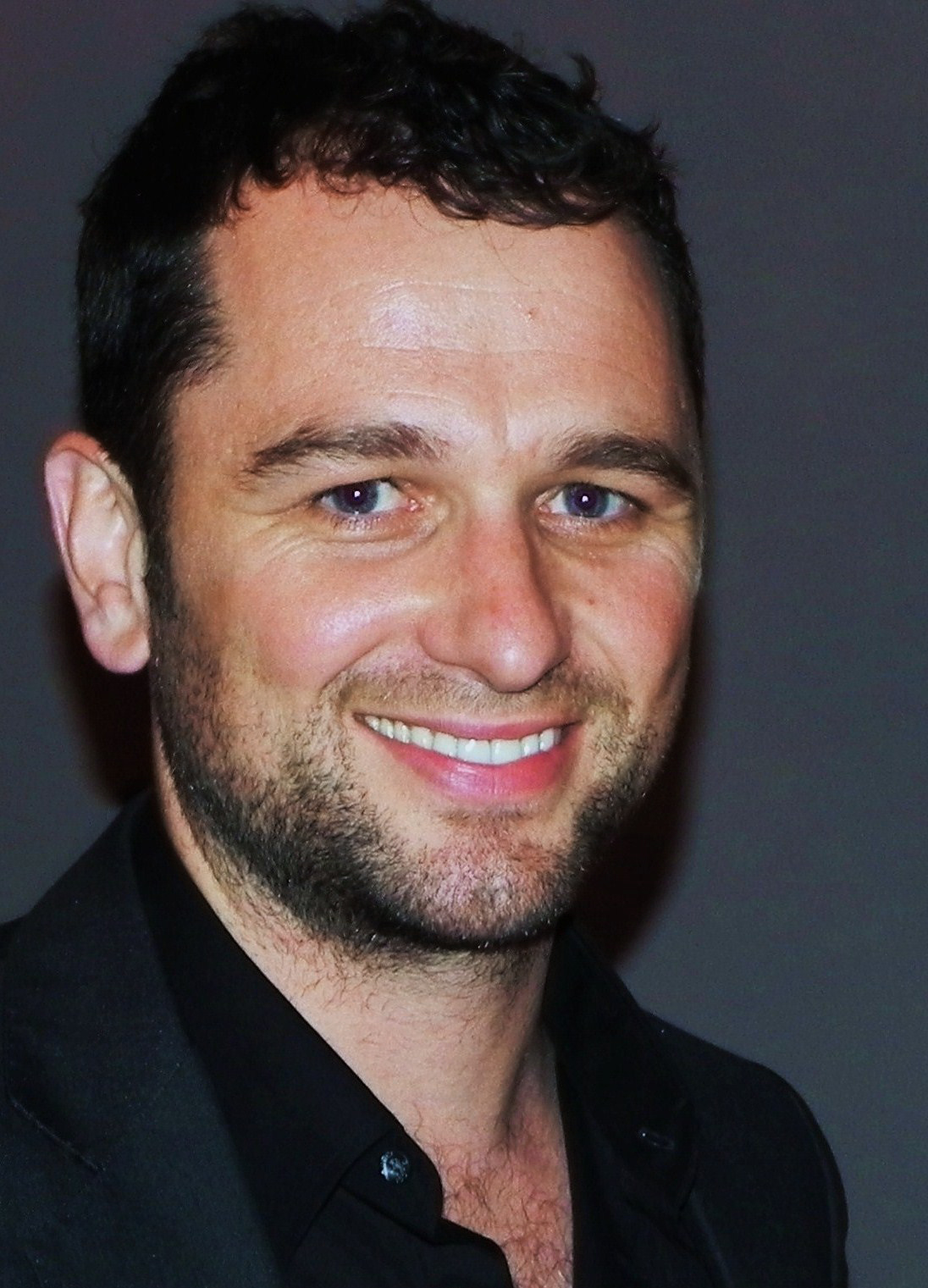
Matthew Rhys, chủ nhân giải nam diễn viên chính phim truyền hình chính kịch xuất sắc

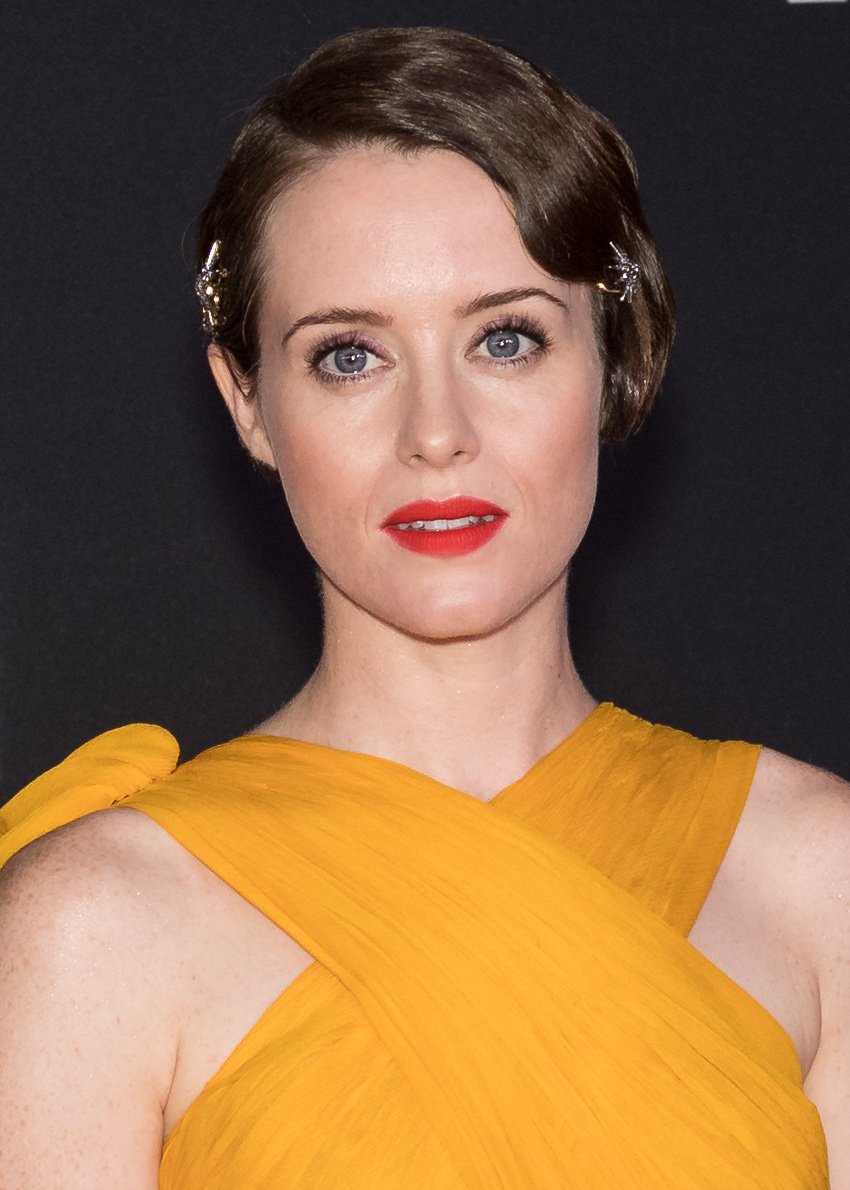
Claire Foy, chủ nhân giải nữ diễn viên chính phim truyền hình chính kịch xuất sắc

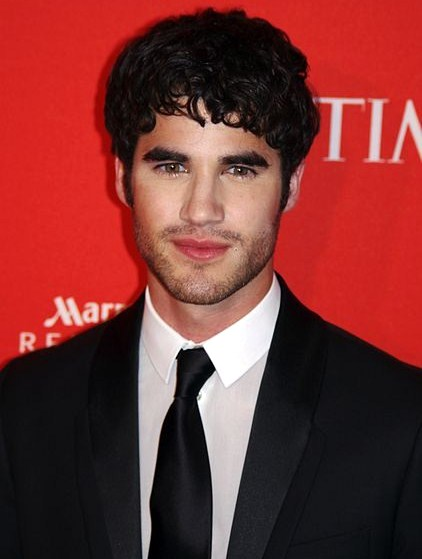
Darren Criss, chủ nhân giải nam diễn viên chính loạt phim ngắn tập/phim truyền hình một tập xuất sắc

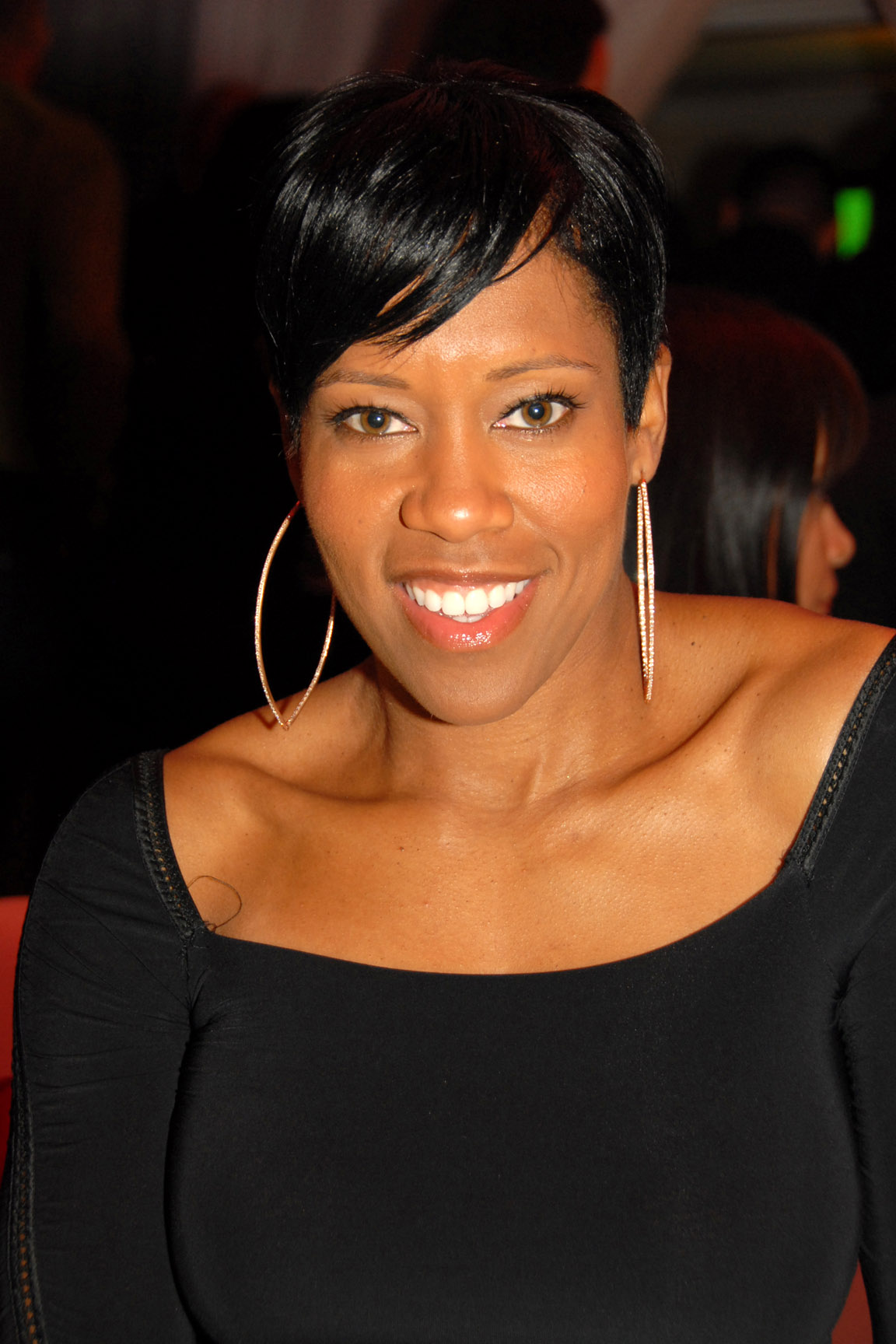
Regina King, chủ nhân giải nữ diễn viên chính loạt phim ngắn tập/phim truyền hình một tập xuất sắc

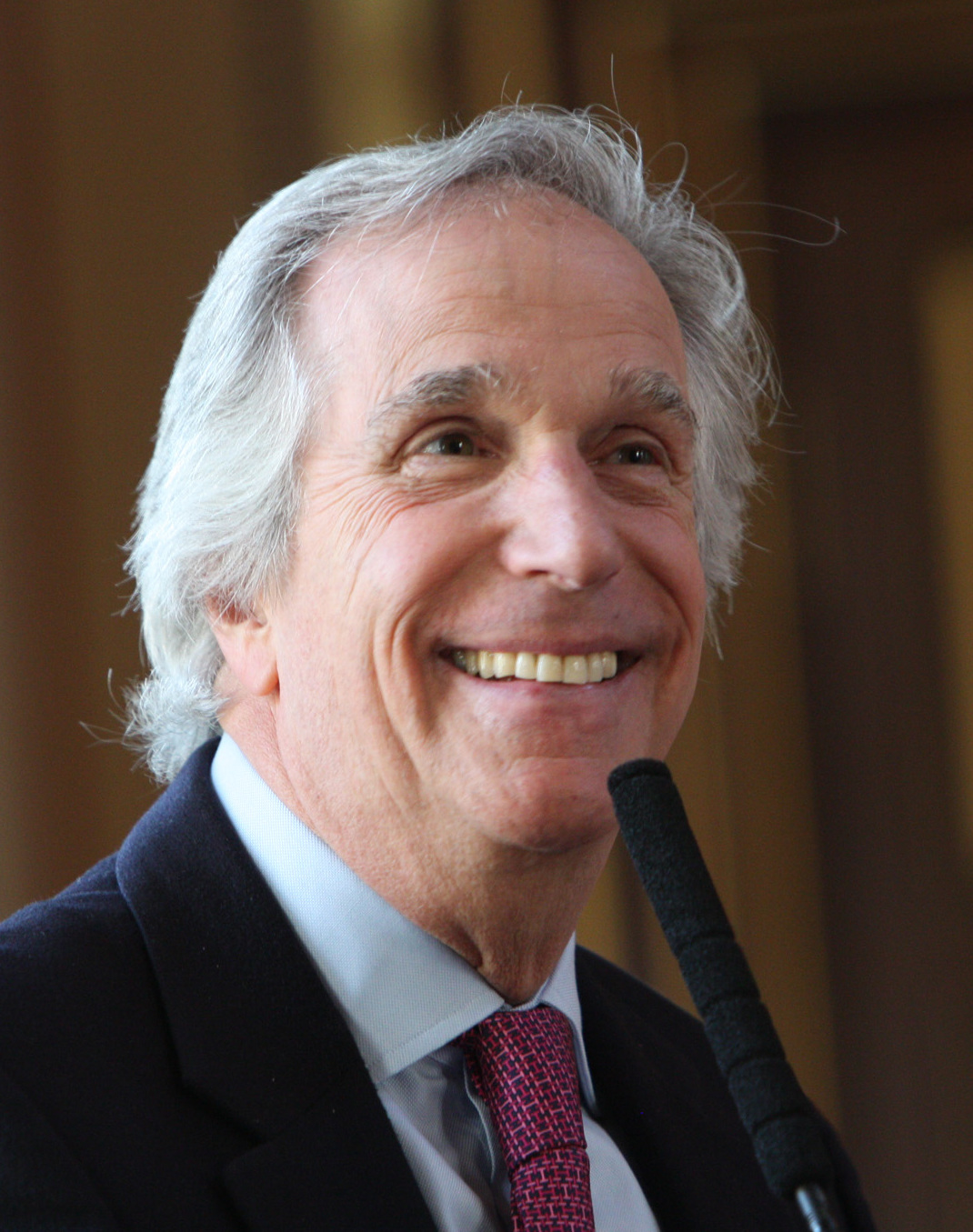
Henry Winkler, chủ nhân giải nam diễn viên phụ phim truyền hình hài xuất sắc

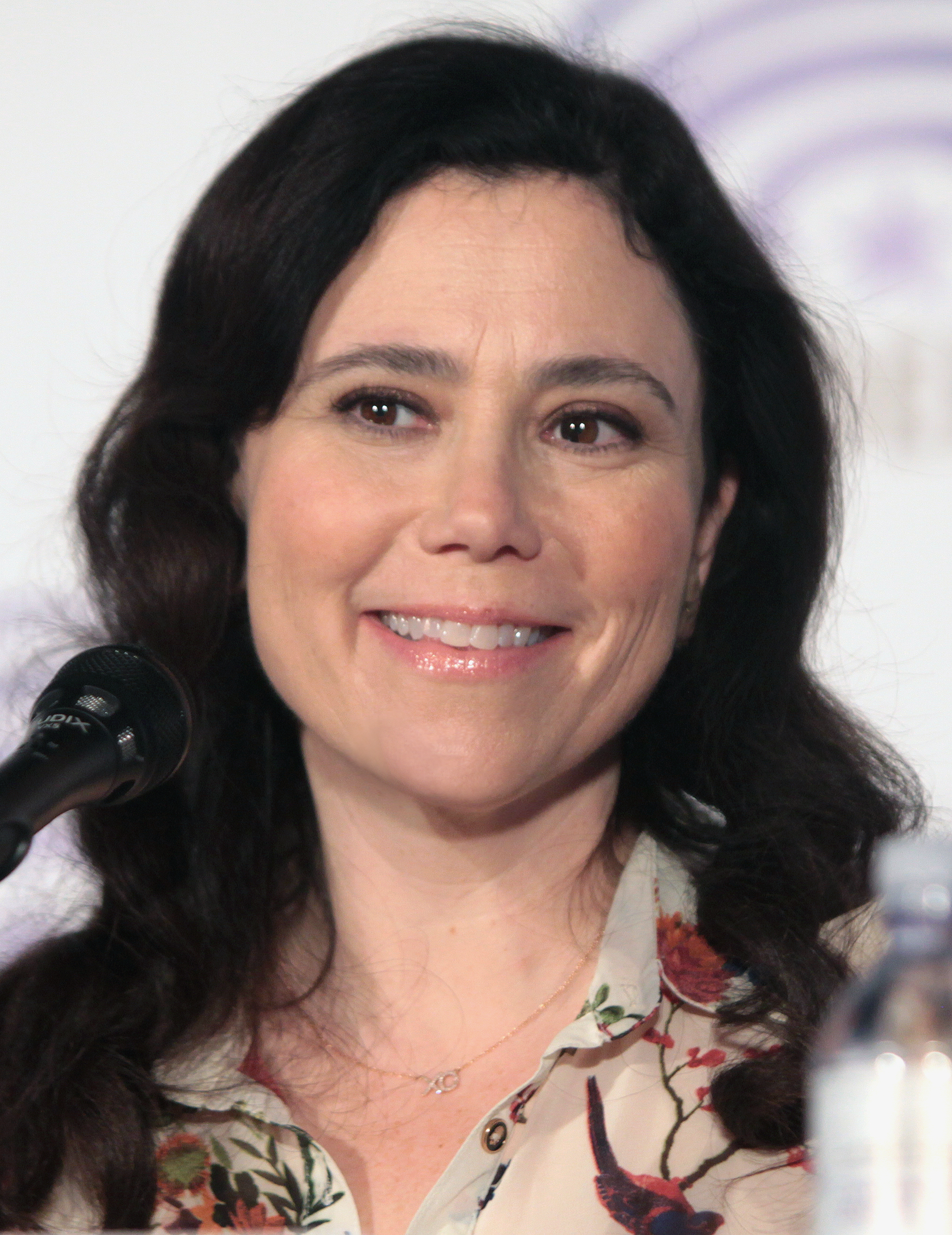
Alex Borstein, chủ nhân giải nữ diễn viên phụ phim truyền hình hài xuất sắc

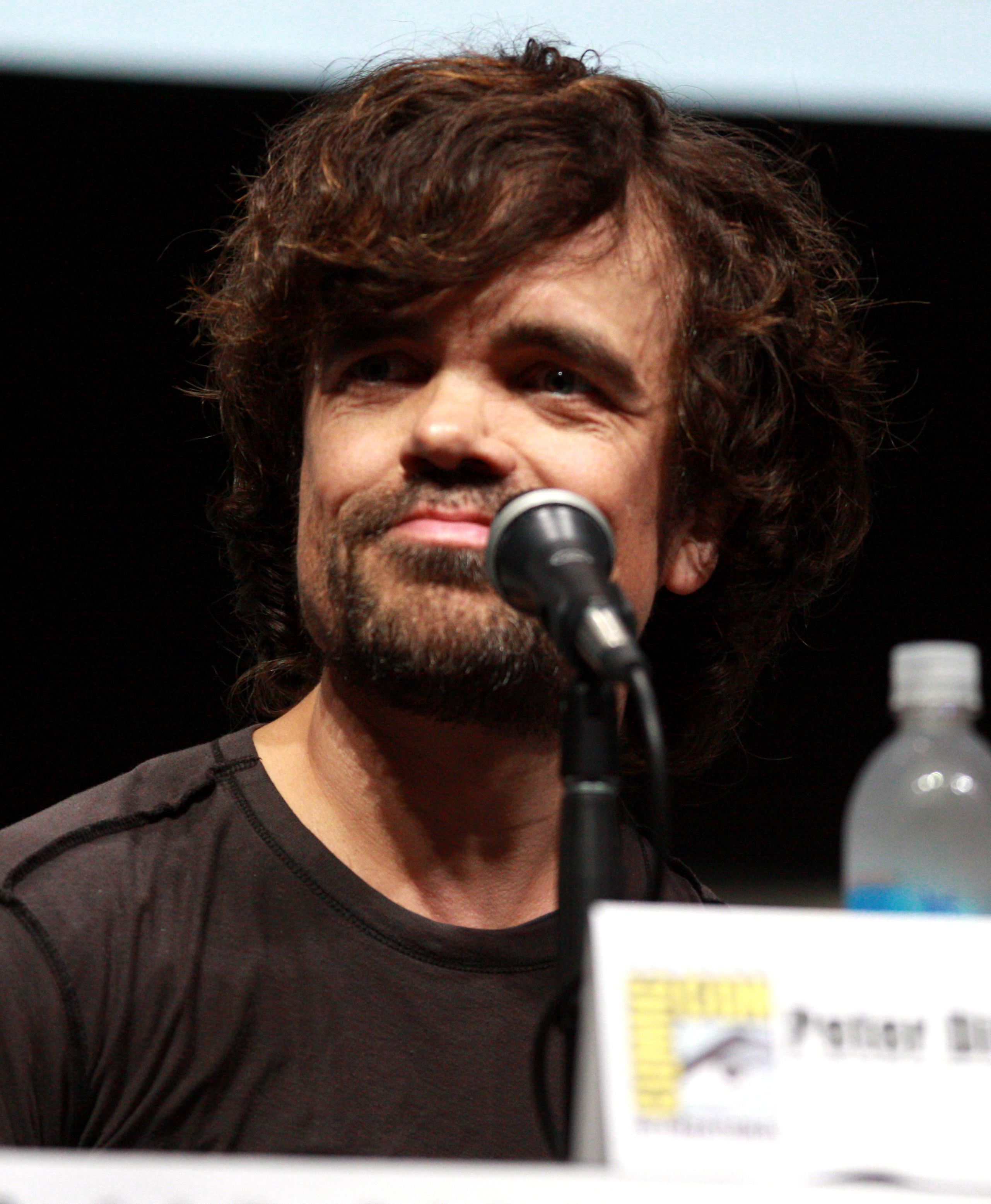
Peter Dinklage, chủ nhân giải nam diễn viên phụ phim truyền hình chính kịch xuất sắc

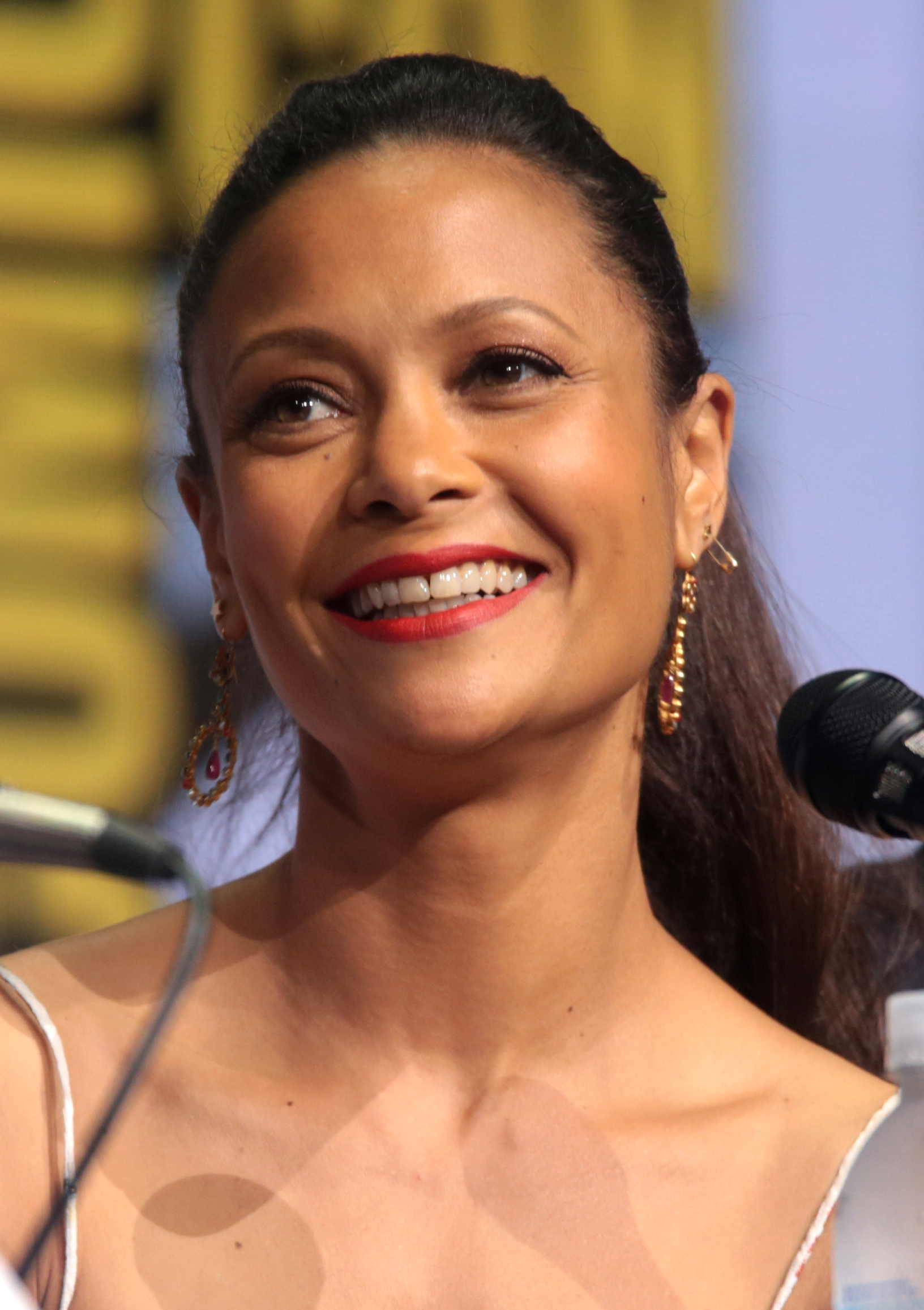
Thandie Newton, chủ nhân giải nữ diễn viên phụ phim truyền hình chính kịch xuất sắc

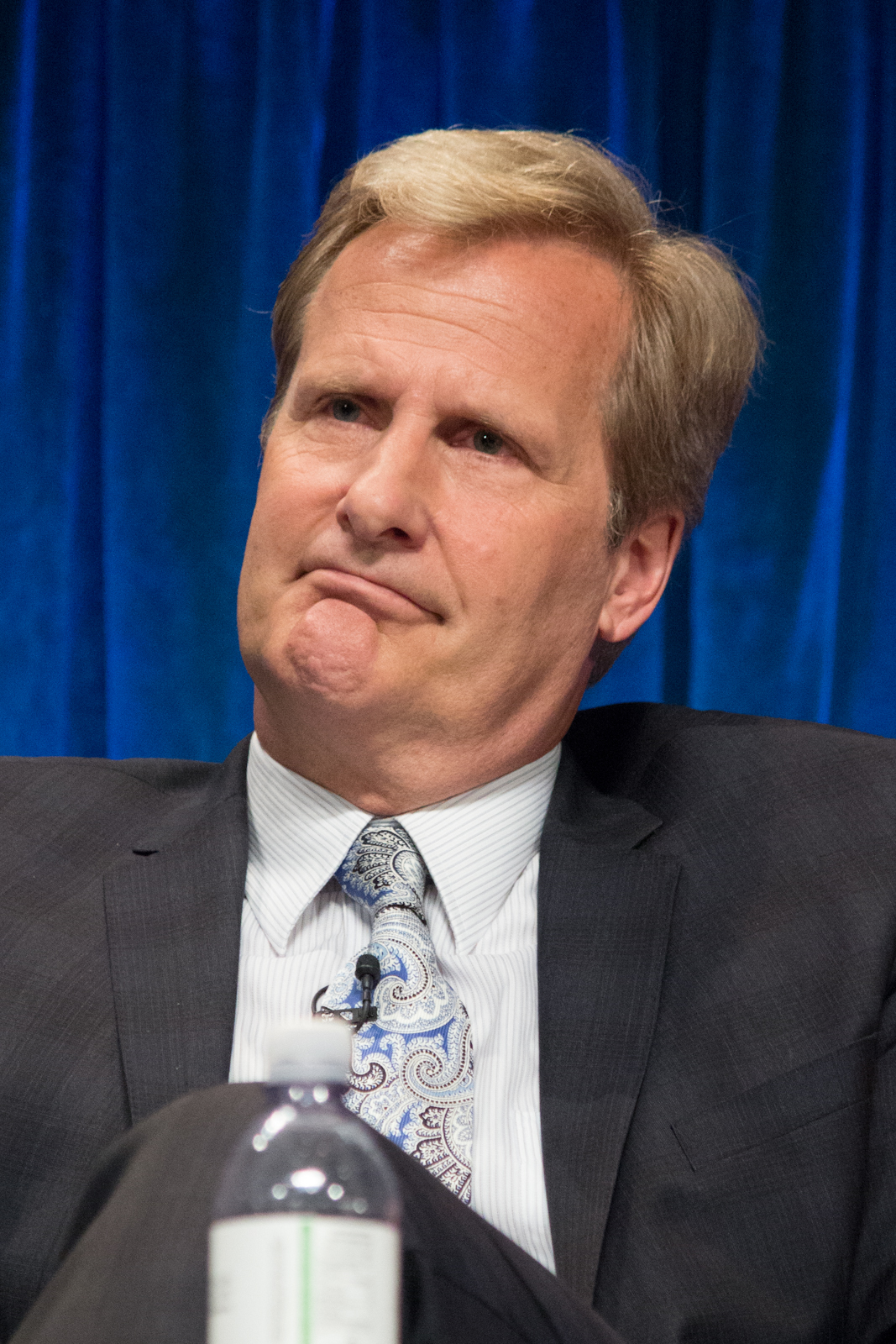
Jeff Daniels, chủ nhân giải nam diễn viên phụ loạt phim ngắn tập/phim truyền hình một tập xuất sắc

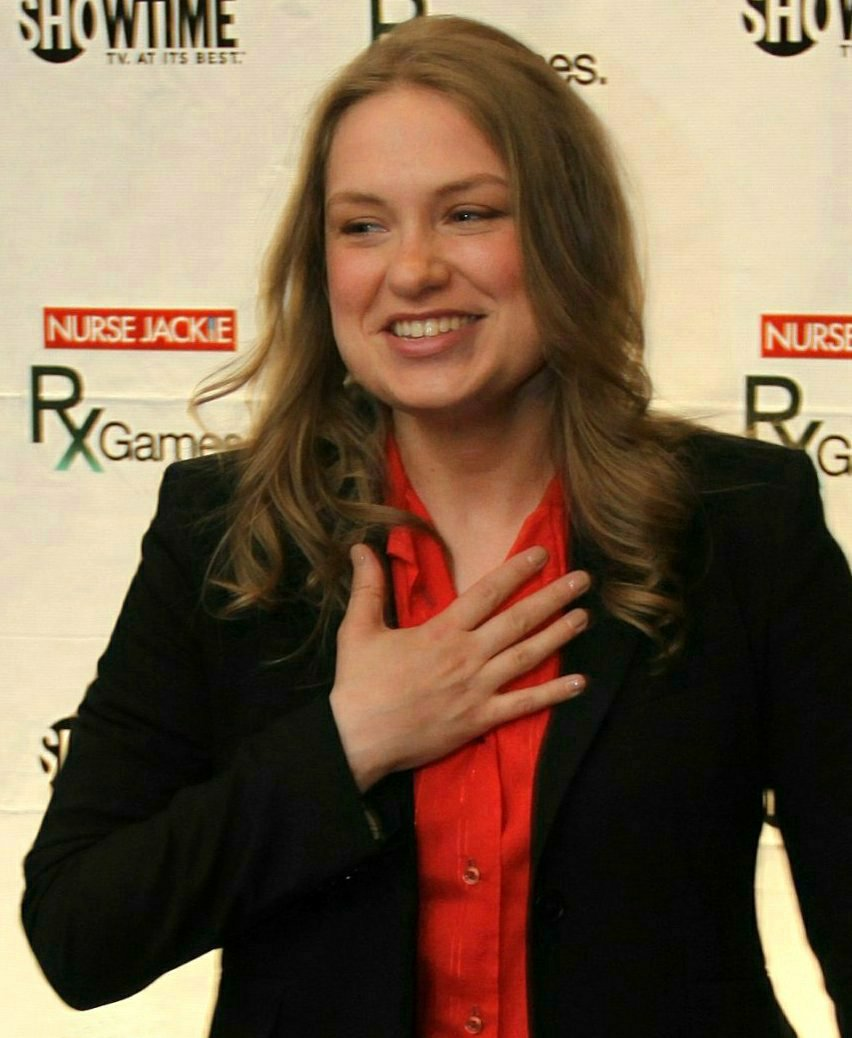
Merritt Wever, chủ nhân giải nữ diễn viên phụ loạt phim ngắn tập/phim truyền hình một tập xuất sắc

### Chương trình
| Phim truyền hình hài xuất sắc | Phim truyền hình chính kịch xuất sắc |
| --- | --- |
| - The Marvelous Mrs. Maisel (Prime Video) - Atlanta (FX) - Barry (HBO) - Black-ish (ABC) - Curb Your Enthusiasm (HBO) - GLOW (Netflix) - Silicon Valley (HBO) - Unbreakable Kimmy Schmidt (Netflix)                                                     | - Game of Thrones (HBO) - The Americans (FX) - The Crown (Netflix) - The Handmaid's Tale (Hulu) - Stranger Things (Netflix) - This Is Us (NBC) - Westworld (HBO)                                  |
| Chương trình talk show tọa đàm xuất sắc | Chương trình hài tạp kỹ tọa đàm xuất sắc |
| - Last Week Tonight with John Oliver (HBO) - The Daily Show with Trevor Noah (Comedy Central) - Full Frontal with Samantha Bee (TBS) - Jimmy Kimmel Live! (ABC) - The Late Late Show with James Corden (CBS) - The Late Show with Stephen Colbert (CBS) | - Saturday Night Live (NBC) - At Home with Amy Sedaris (truTV) - Drunk History (Comedy Central) - I Love You, America with Sarah Silverman (Hulu) - Portlandia (IFC) - Tracey Ullman's Show (HBO) |
| Phim truyền hình ngắn tập xuất sắc | Chương trình cuộc thi thực tế xuất sắc |
| - The Assassination of Gianni Versace: American Crime Story (FX) - The Alienist (TNT) - Genius: Picasso (Nat Geo) - Godless (Netflix) - Patrick Melrose (Showtime)                                                                                      | - RuPaul's Drag Race (VH1) - The Amazing Race (CBS) - American Ninja Warrior (NBC) - Project Runway (Lifetime) - Top Chef (Bravo) - The Voice (NBC)                                               |

### Diễn xuất

#### Vai chính
| Nam diễn viên chính phim truyền hình hài xuất sắc | Nữ diễn viên chính phim truyền hình hài xuất sắc |
| --- | --- |
| - Bill Hader vai Barry Berkman / Barry Block trong Barry (Tập: "Chapter Seven: Loud, Fast, and Keep Going") (HBO) - Anthony Anderson vai Andre "Dre" Johnson, Sr. trong Black-ish (Tập: "Advance to Go (Collect $200)") (ABC) - Ted Danson vai Michael trong The Good Place (Tập: "Dance Dance Resolution") (NBC) - Larry David vai Larry David trong Curb Your Enthusiasm (Tập: "Fatwa!") (HBO) - Donald Glover vai Earnest "Earn" Marks / Teddy Perkins trong Atlanta (Tập: "Teddy Perkins") (FX) - William H. Macy vai Frank Gallagher trong Shameless (Tập: "Sleepwalking") (Showtime) | - Rachel Brosnahan vai Miriam "Midge" Maisel trong The Marvelous Mrs. Maisel (Tập: "Thank You and Good Night") (Prime Video) - Pamela Adlon vai Sam Fox trong Better Things (Tập: "Eulogy") (FX) - Allison Janney vai Bonnie Plunkett trong Mom (Tập: "Phone Confetti and a Wee Dingle") (CBS) - Issa Rae vai Issa Dee trong Insecure (Tập: "Hella Great") (HBO) - Tracee Ellis Ross vai Dr. Rainbow "Bow" Johnson trong Black-ish (Tập: "Elder. Scam.") (ABC) - Lily Tomlin vai Frankie Bergstein trong Grace and Frankie (Tập: "The Home") (Netflix)                                |
| Nam diễn viên chính phim truyền hình chính kịch xuất sắc | Nữ diễn viên chính phim truyền hình chính kịch xuất sắc |
| - Matthew Rhys vai Philip Jennings trong The Americans (Tập: "START") (FX) - Jason Bateman vai Marty "Marty" Byrde trong Ozark (Tập: "The Toll") (Netflix) - Sterling K. Brown vai Randall Pearson trong This Is Us (Tập: "Number Three") (NBC) - Ed Harris vai Người đàn ông mặc đồ đen / William trong Westworld (Tập: "Vanishing Point") (HBO) - Milo Ventimiglia vai Jack Pearson trong This Is Us (Tập: "The Car") (NBC) - Jeffrey Wright vai Bernard Lowe trong Westworld (Tập: "The Passenger") (HBO)                                                                               | - Claire Foy vai Nữ vương Elizabeth II trong The Crown (Tập: "Dear Mrs. Kennedy") (Netflix) - Tatiana Maslany vai Nhiều nhân vật trong Orphan Black (Tập: "To Right the Wrongs of Many") (BBC America) - Elisabeth Moss vai June Osborne / Offred trong The Handmaid's Tale (Tập: "The Last Ceremony") (Hulu) - Sandra Oh vai Eve Polastri trong Killing Eve (Tập: "I Have a Thing About Bathrooms") (BBC America) - Keri Russell vai Elizabeth Jennings trong The Americans (Tập: "The Summit") (FX) - Evan Rachel Wood vai Dolores Abernathy trong Westworld (Tập: "Reunion") (HBO) |
| Nam diễn viên chính loạt phim ngắn tập/phim truyền hình một tập xuất sắc | Nữ diễn viên chính loạt phim ngắn tập/phim truyền hình một tập xuất sắc |
| - Darren Criss vai Andrew Cunanan trong The Assassination of Gianni Versace: American Crime Story (FX) - Antonio Banderas vai Pablo Picasso trong Genius: Picasso (Nat Geo) - Benedict Cumberbatch vai Patrick Melrose trong Patrick Melrose (Showtime) - Jeff Daniels vai John P. O'Neill trong The Looming Tower (Hulu) - John Legend vai Jesus Christ trong Jesus Christ Superstar Live in Concert (NBC) - Jesse Plemons vai Thuyền trưởng Robert Daly trong "USS Callister" (Black Mirror) (Netflix)                                                                                   | - Regina King vai Latrice Butler trong Seven Seconds (Netflix) - Jessica Biel vai Cora Tannetti trong The Sinner (USA) - Laura Dern vai Jennifer Fox trong The Tale (HBO) - Michelle Dockery vai Alice Fletcher trong Godless (Netflix) - Edie Falco vai Leslie Abramson trong Law & Order True Crime: The Menendez Murders (NBC) - Sarah Paulson vai Ally Mayfair-Richards trong American Horror Story: Cult (FX) |

#### Vai phụ
| Nam diễn viên phụ phim truyền hình hài xuất sắc | Nữ diễn viên phụ phim truyền hình hài xuất sắc |
| --- | --- |
| - Henry Winkler vai Gene Cousineau trong Barry (Tập: "Chapter Four: Commit... to YOU") (HBO) - Louie Anderson vai Christine Baskets trong Baskets (Tập: "Thanksgiving") (FX) - Alec Baldwin vai Donald Trump trong Saturday Night Live (Tập: "Host: Donald Glover") (NBC) - Tituss Burgess vai Titus Andromedon trong Unbreakable Kimmy Schmidt (Tập: "Kimmy and the Beest!") (Netflix) - Brian Tyree Henry vai Alfred "Paper Boi" Miles trong Atlanta (Tập: "Woods") (FX) - Tony Shalhoub vai Abraham "Abe" Weissman trong The Marvelous Mrs. Maisel (Tập: "Thank You and Good Night") (Prime Video) - Kenan Thompson vai Nhiều nhân vật trong Saturday Night Live (Tập: "Host: John Mulaney") (NBC)                                                                                         | - Alex Borstein vai Susie Myerson trong The Marvelous Mrs. Maisel (Tập: "Doink") (Prime Video) - Zazie Beetz vai Vanessa "Van" Keefer trong Atlanta (Tập: "Helen") (FX) - Aidy Bryant vai Nhiều nhân vật trong Saturday Night Live (Tập: "Host: Chadwick Boseman") (NBC) - Betty Gilpin vai Debbie "Liberty Belle" Eagan trong GLOW (Tập: "Debbie Does Something") (Netflix) - Leslie Jones vai Nhiều nhân vật trong Saturday Night Live (Tập: "Host: Donald Glover") (NBC) - Kate McKinnon vai Nhiều nhân vật trong Saturday Night Live (Tập: "Host: Bill Hader") (NBC) - Laurie Metcalf vai Jackie Harris trong Roseanne (Tập: "No Country for Old Women") (ABC) - Megan Mullally vai Karen Walker trong Will & Grace (Tập: "Rosario's Quinceanera") (NBC) |
| Nam diễn viên phụ phim truyền hình chính kịch xuất sắc | Nữ diễn viên phụ phim truyền hình chính kịch xuất sắc |
| - Peter Dinklage vai Tyrion Lannister trong Game of Thrones (Tập: "The Dragon and the Wolf") (HBO) - Nikolaj Coster-Waldau vai Jaime Lannister trong Game of Thrones (Tập: "The Spoils of War") (HBO) - Joseph Fiennes vai Chỉ huy Fred Waterford trong The Handmaid's Tale (Tập: "First Blood") (Hulu) - David Harbour vai Jim Hopper trong Stranger Things (Tập: "Chapter Four: Will the Wise") (Netflix) - Mandy Patinkin vai Saul Berenson trong Homeland (Tập: "Species Jump") (Showtime) - Matt Smith vai Philip, Vương tế Anh trong The Crown (Tập: "Mystery Man") (Netflix) | - Thandie Newton vai Maeve Millay trong Westworld (Tập: "Akane no Mai") (HBO) - Alexis Bledel vai Emily / Ofsteven trong The Handmaid's Tale (Tập: "Unwomen") (Hulu) - Millie Bobby Brown vai Eleven trong Stranger Things (Tập: "Chapter Three: The Pollywog") (Netflix) - Ann Dowd vai Aunt Lydia trong The Handmaid's Tale (Tập: "June") (Hulu) - Lena Headey vai Cersei Lannister trong Game of Thrones (Tập: "The Dragon and the Wolf") (HBO) - Vanessa Kirby vai Vương nữ Margaret trong The Crown (Tập: "Beryl") (Netflix) - Yvonne Strahovski vai Serena Joy Waterford trong The Handmaid's Tale (Tập: "Women's Work") (Hulu) |
| Nam diễn viên chính loạt phim ngắn tập/phim truyền hình một tập xuất sắc | Nữ diễn viên chính loạt phim ngắn tập/phim truyền hình một tập xuất sắc |
| - Jeff Daniels vai Frank Griffin trong Godless (Tập: "An Incident at Creede") (Netflix) - Brandon Victor Dixon vai Judas Iscariot trong Jesus Christ Superstar Live in Concert (NBC) - John Leguizamo vai Jacob Vazquez trong Waco (Tập: "The Strangers Across the Street") (Paramount Network) - Ricky Martin vai Antonio D'Amico trong The Assassination of Gianni Versace: American Crime Story (Tập: "The Man Who Would Be Vogue") (FX) - Édgar Ramírez vai Gianni Versace trong The Assassination of Gianni Versace: American Crime Story (Tập: "Ascent") (FX) - Michael Stuhlbarg vai Richard Clarke trong The Looming Tower (Tập: "9/11") (Hulu) - Finn Wittrock vai Jeffrey Trail trong The Assassination of Gianni Versace: American Crime Story (Tập: "Don't Ask, Don't Tell") (FX) | - Merritt Wever vai Mary Agnes McNue trong Godless (Tập: "The Ladies of La Belle") (Netflix) - Sara Bareilles vai Mary Magdalene trong Jesus Christ Superstar Live in Concert (NBC) - Penélope Cruz vai Donatella Versace trong The Assassination of Gianni Versace: American Crime Story (Tập: "Ascent") (FX) - Judith Light vai Marilyn Miglin trong The Assassination of Gianni Versace: American Crime Story (Tập: "A Random Killing") (FX) - Adina Porter vai Beverly Hope trong American Horror Story: Cult (Tập: "11/9") (FX) - Letitia Wright vai Nish trong Black Museum (Black Mirror) (Netflix) |

### Đạo diễn
| Đạo diễn phim truyền hình hài xuất sắc | Đạo diễn phim truyền hình chính kịch xuất sắc |
| --- | --- |
| - The Marvelous Mrs. Maisel (Tập: "Pilot"), đạo diễn bởi Amy Sherman-Palladino (Prime Video) - Atlanta (Tập: "FUBU"), đạo diễn bởi Donald Glover (FX) - Atlanta (Tập: "Teddy Perkins"), đạo diễn bởi Hiro Murai (FX) - Barry (Tập: "Chapter One: Make Your Mark"), đạo diễn bởi Bill Hader (HBO) - The Big Bang Theory (Tập: "The Bow Tie Asymmetry"), đạo diễn bởi Mark Cendrowski (CBS) - GLOW (Tập: "Pilot"), đạo diễn bởi Jesse Peretz (Netflix) - Silicon Valley (Tập: "Initial Coin Offering"), đạo diễn bởi Mike Judge (HBO) | - The Crown (Tập: "Paterfamilias"), đạo diễn bởi Stephen Daldry (Netflix) - Game of Thrones (Tập: "Beyond the Wall"), đạo diễn bởi Alan Taylor (HBO) - Game of Thrones (Tập: "The Dragon and the Wolf"), đạo diễn bởi Jeremy Podeswa (HBO) - The Handmaid's Tale (Tập: "After"), đạo diễn bởi Kari Skogland (Hulu) - Ozark (Tập: "The Toll"), đạo diễn bởi Jason Bateman (Netflix) - Ozark (Tập: "Tonight We Improvise"), đạo diễn bởi Daniel Sackheim (Netflix) - Stranger Things (Tập: "Chapter Nine: The Gate"), đạo diễn bởi The Duffer Brothers (Netflix) |
| Đạo diễn chương trình tọa đàm xuất sắc | Đạo diễn loạt phim ngắn tập, phim truyền hình một tập hoặc chương trình kịch đặc biệt xuất sắc |
| - The Oscars, đạo diễn bởi Glenn Weiss (ABC) - Dave Chappelle: Equanimity, đạo diễn bởi Stan Lathan (Netflix) - Jerry Seinfeld: Jerry Before Seinfeld, đạo diễn bởi Michael Bonfiglio (Netflix) - Steve Martin and Martin Short: An Evening You Will Forget for the Rest of Your Life, đạo diễn bởi Marcus Raboy (Netflix) - Super Bowl LII Halftime Show Starring Justin Timberlake, đạo diễn bởi Hamish Hamilton (NBC) | - The Assassination of Gianni Versace: American Crime Story (Tập: "The Man Who Would Be Vogue"), đạo diễn bởi Ryan Murphy (FX) - Godless, đạo diễn bởi Scott Frank (Netflix) - Jesus Christ Superstar Live in Concert, đạo diễn bởi David Leveaux và Alex Rudzinski (NBC) - The Looming Tower (Tập: "9/11"), đạo diễn bởi Craig Zisk (Hulu) - Paterno, đạo diễn bởi Barry Levinson (HBO) - Patrick Melrose, đạo diễn bởi Edward Berger (Showtime) - Twin Peaks, đạo diễn bởi David Lynch (Showtime)                                                            |

## Thống kê

### Nhiều đề cử giải chính nhất
Các chương trình nhận nhiều đề cử "giải chính" nhất được liệt kê bên dưới, theo lượng đề cử/tác phẩm và từng kênh:
| Lượng đề cử | Chương trình                                                                        | Kênh/đài phát sóng |
| ----------- | ----------------------------------------------------------------------------------- | ------------------ |
| 9           | The Assassination of Gianni Versace: American Crime Story                           | FX                 |
| 8           | Atlanta                                                                             | FX                 |
| 8           | The Handmaid's Tale                                                                 | Hulu               |
| 7           | Game of Thrones                                                                     | HBO                |
| 6           | Barry                                                                               | HBO                |
| 6           | The Crown                                                                           | Netflix            |
| 6           | Godless                                                                             | Netflix            |
| 6           | The Marvelous Mrs. Maisel                                                           | Prime Video        |
| 6           | Saturday Night Live                                                                 | NBC                |
| 5           | Stranger Things                                                                     | Netflix            |
| 5           | Westworld                                                                           | HBO                |
| 4           | The Americans                                                                       | FX                 |
| 4           | Jesus Christ Superstar Live in Concert                                              | NBC                |
| 4           | Patrick Melrose                                                                     | Showtime           |
| 3           | Black Mirror                                                                        | Netflix            |
| 3           | Black-ish                                                                           | ABC                |
| 3           | GLOW                                                                                | Netflix            |
| 3           | The Looming Tower                                                                   | Hulu               |
| 3           | Ozark                                                                               | Netflix            |
| 3           | Silicon Valley                                                                      | HBO                |
| 3           | This Is Us                                                                          | NBC                |
| 2           | American Horror Story: Cult                                                         | FX                 |
| 2           | Curb Your Enthusiasm                                                                | HBO                |
| 2           | Genius: Picasso                                                                     | Nat Geo            |
| 2           | Killing Eve                                                                         | BBC America        |
| 2           | Steve Martin and Martin Short: An Evening You Will Forget for the Rest of Your Life | Netflix            |
| 2           | Twin Peaks                                                                          | Showtime           |
| 2           | Unbreakable Kimmy Schmidt                                                           | Netflix            |

| Lượng đề cử | Kênh/đài       |
| ----------- | -------------- |
| 37          | Netflix        |
| 29          | HBO            |
| 25          | FX             |
| 19          | NBC            |
| 12          | Hulu           |
| 8           | Showtime       |
| 6           | Prime Video    |
| 6           | ABC            |
| 5           | CBS            |
| 3           | BBC America    |
| 2           | Comedy Central |
| 2           | Nat Geo        |
| 2           | TBS            |

### Đoạt nhiều giải chính nhất
| Danh hiệu | Chương trình                                              | Kênh/đài |
| --------- | --------------------------------------------------------- | -------- |
| 5         | The Marvelous Mrs. Maisel                                 | Amazon   |
| 3         | The Assassination of Gianni Versace: American Crime Story | FX       |
| 2         | The Americans                                             | FX       |
| 2         | Barry                                                     | HBO      |
| 2         | The Crown                                                 | Netflix  |
| 2         | Game of Thrones                                           | HBO      |
| 2         | Godless                                                   | Netflix  |

| Danh hiệu | Kênh/đài |
| --------- | -------- |
| 7         | Netflix  |
| 6         | HBO      |
| 5         | Amazon   |
| 5         | FX       |